# Mischkenot Scha’ananim

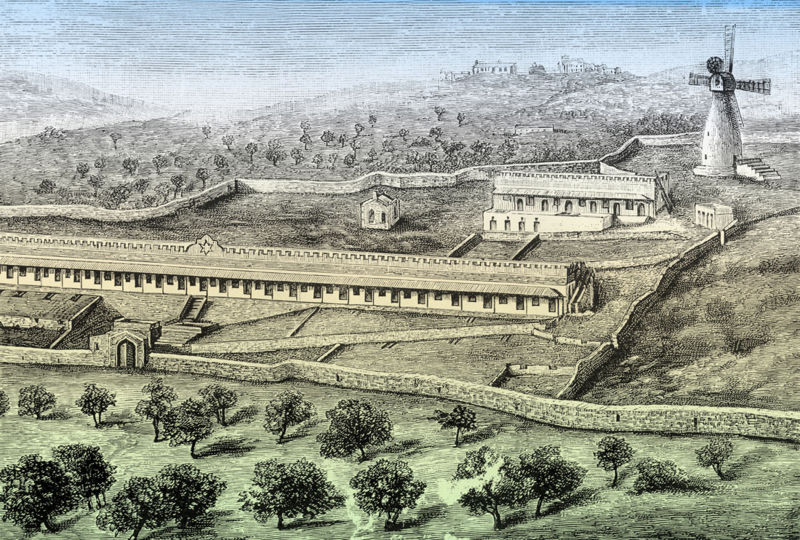
Historische Ansicht mit Langhaus und Windmühle 1880

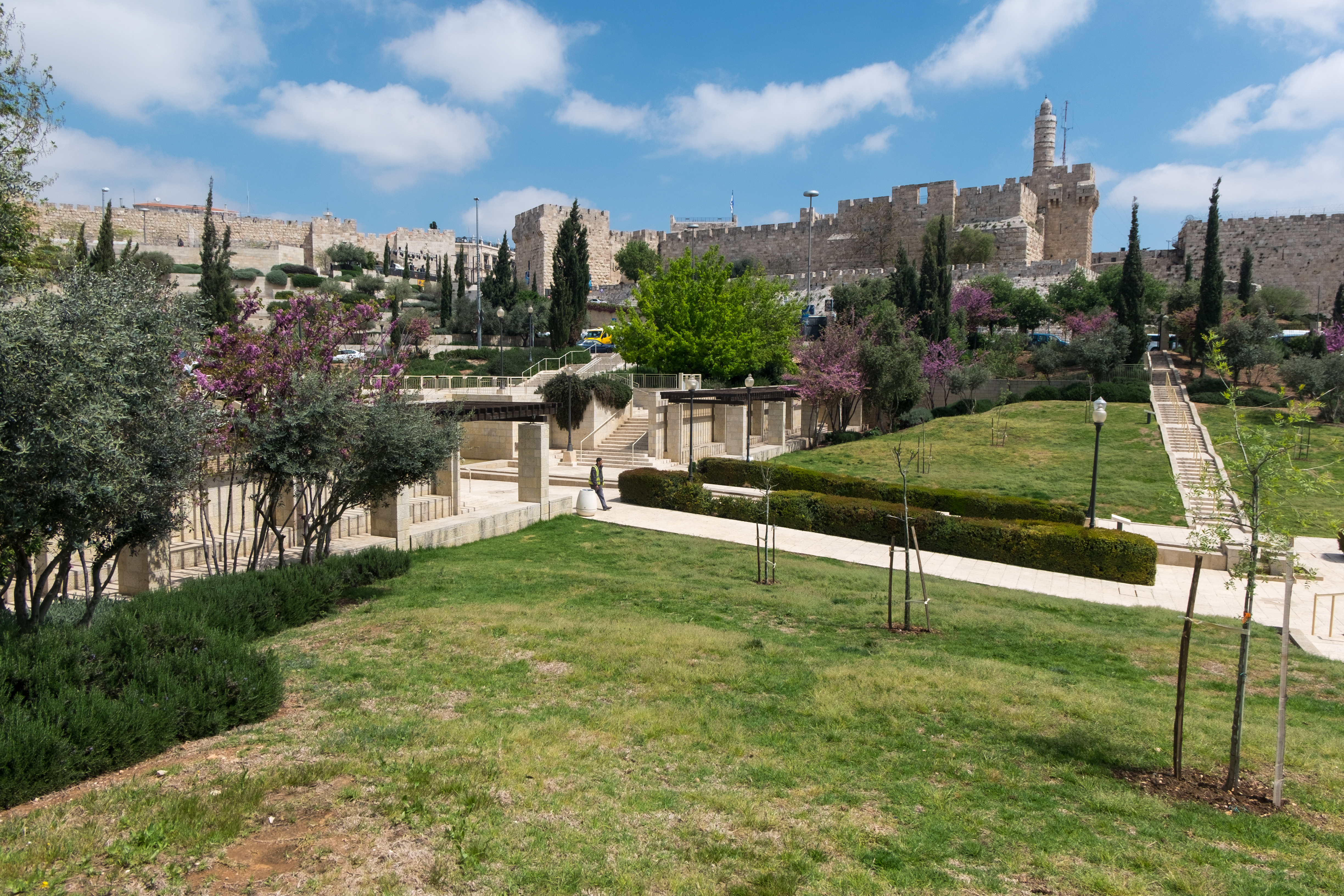
Teddy Park, im Hintergrund die Stadtmauer der Altstadt und Davidszitadelle

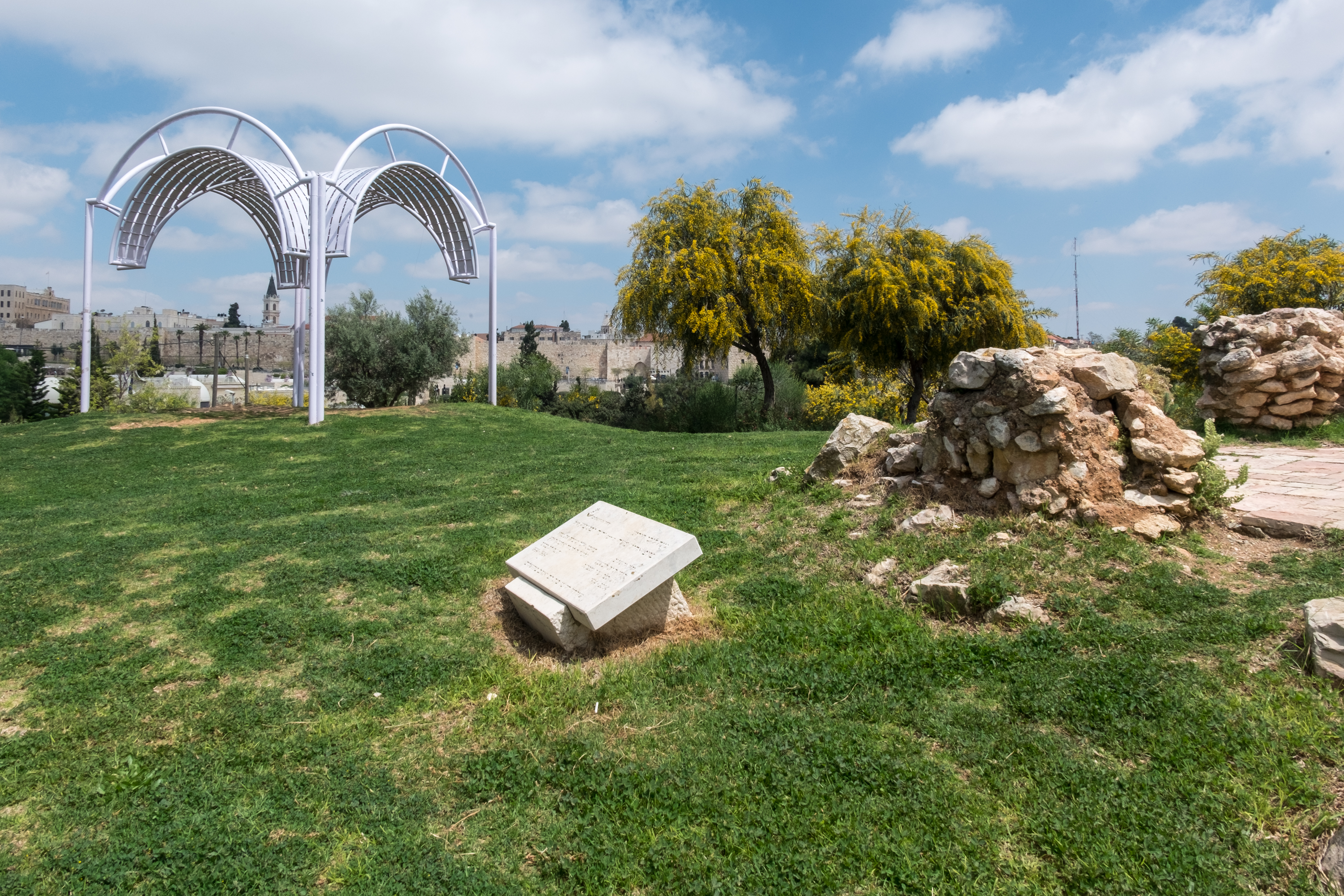
Blumfield Garden

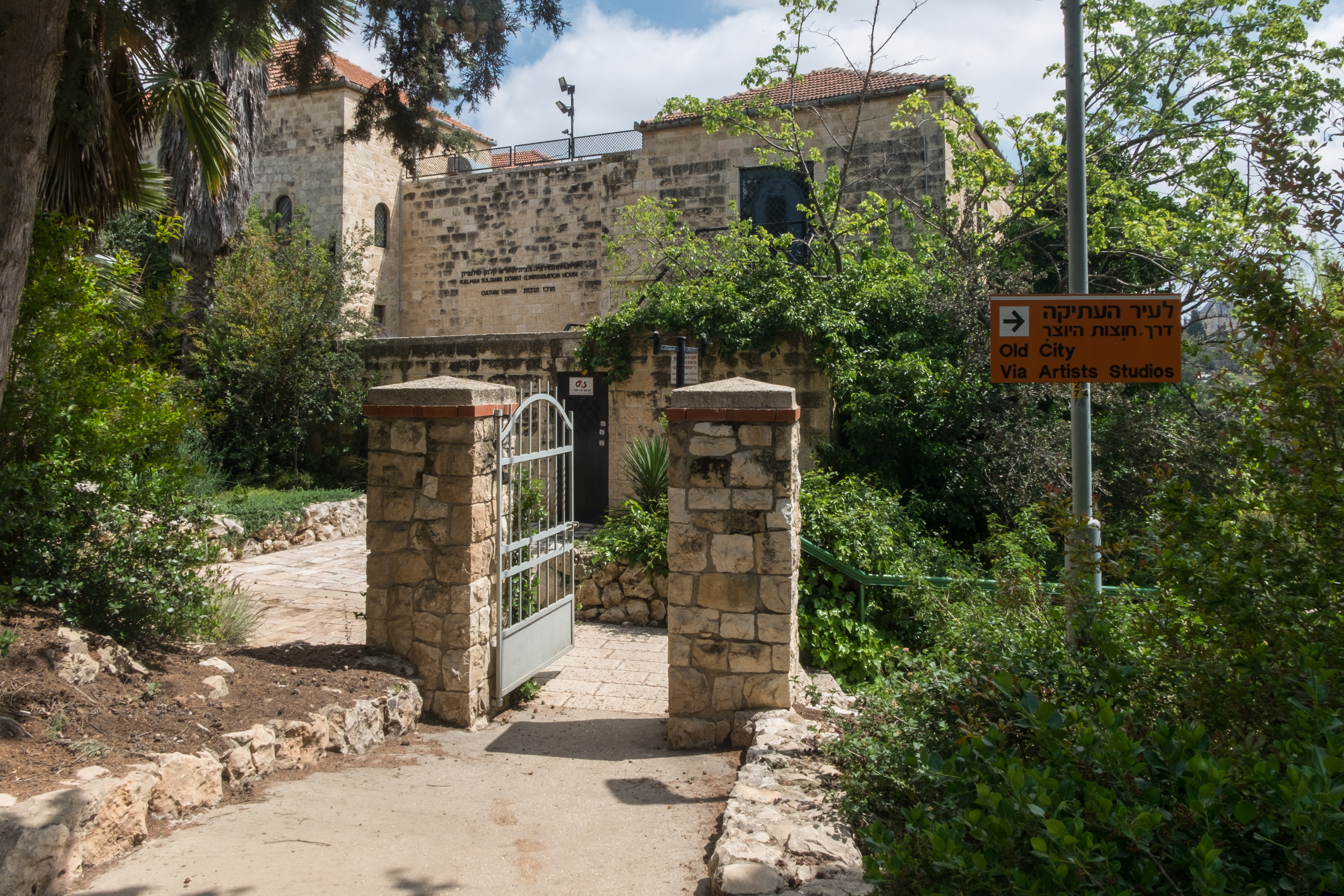
House Zionist Foundation (Kulturzentrum)

Mischkenot Schaʾananim (hebräisch מִשְׁכְּנוֹת שַׁאֲנָנִים Mischkənōt Schaʾananīm, deutsch ‚Friedliche Wohnsitze‘) ist ein Stadtviertel der israelischen Stadt Jerusalem. Mischkenot Schaʾananim ist der Ort der ersten Besiedlung Jerusalems außerhalb der Altstadt.

## Lage
Mischkenot Schaʾananim liegt auf einem Hügel zwischen dem Berg Zion und der Altstadt von Jerusalem zum Osten hin, und der West-Jerusalemer Neustadt zum Westen hin.

### Grünanlagen
Heute befinden sich im Stadtteil neben Wohnhäusern und öffentlichen Einrichtungen auch viele ausgedehnte Parkanlagen wie Gan Mitchell, Gan Zirich und Gan haPaʿamon.

### Denkmale
In den Parkanlagen von Mischkenot Schaʾananim findet man zahlreiche Kunstwerke und Denkmale. Die Skulptur Jerusalem als Zentrum der Welt liegt im Teddy Park, direkt unterhalb der Davidszitadelle. Im Gan Blumfield befindet sich das Denkmal Etzioni Flamme und die Montefiore-Windmühle.

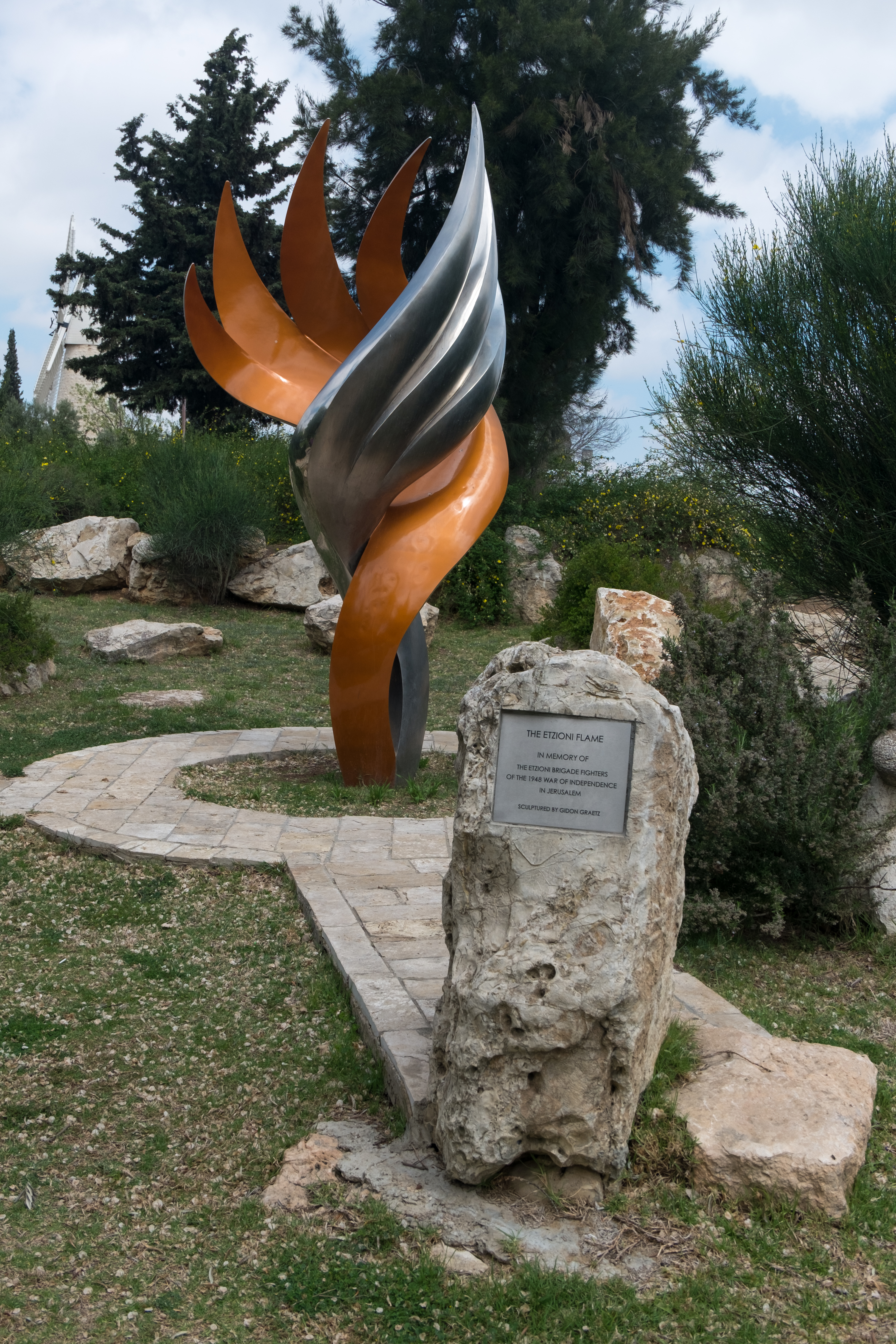
Etzioni Flamme
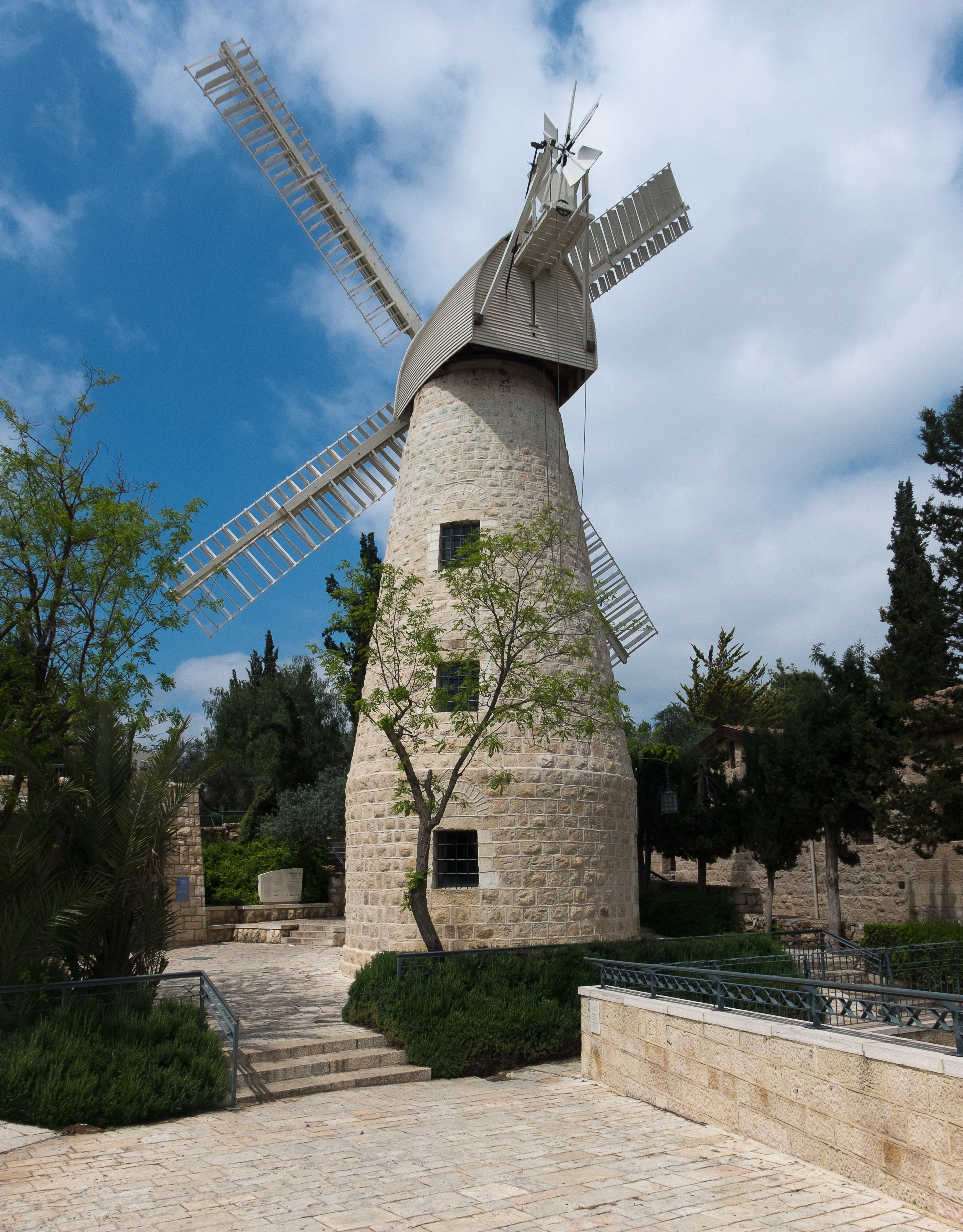
Montefiore Windmühle
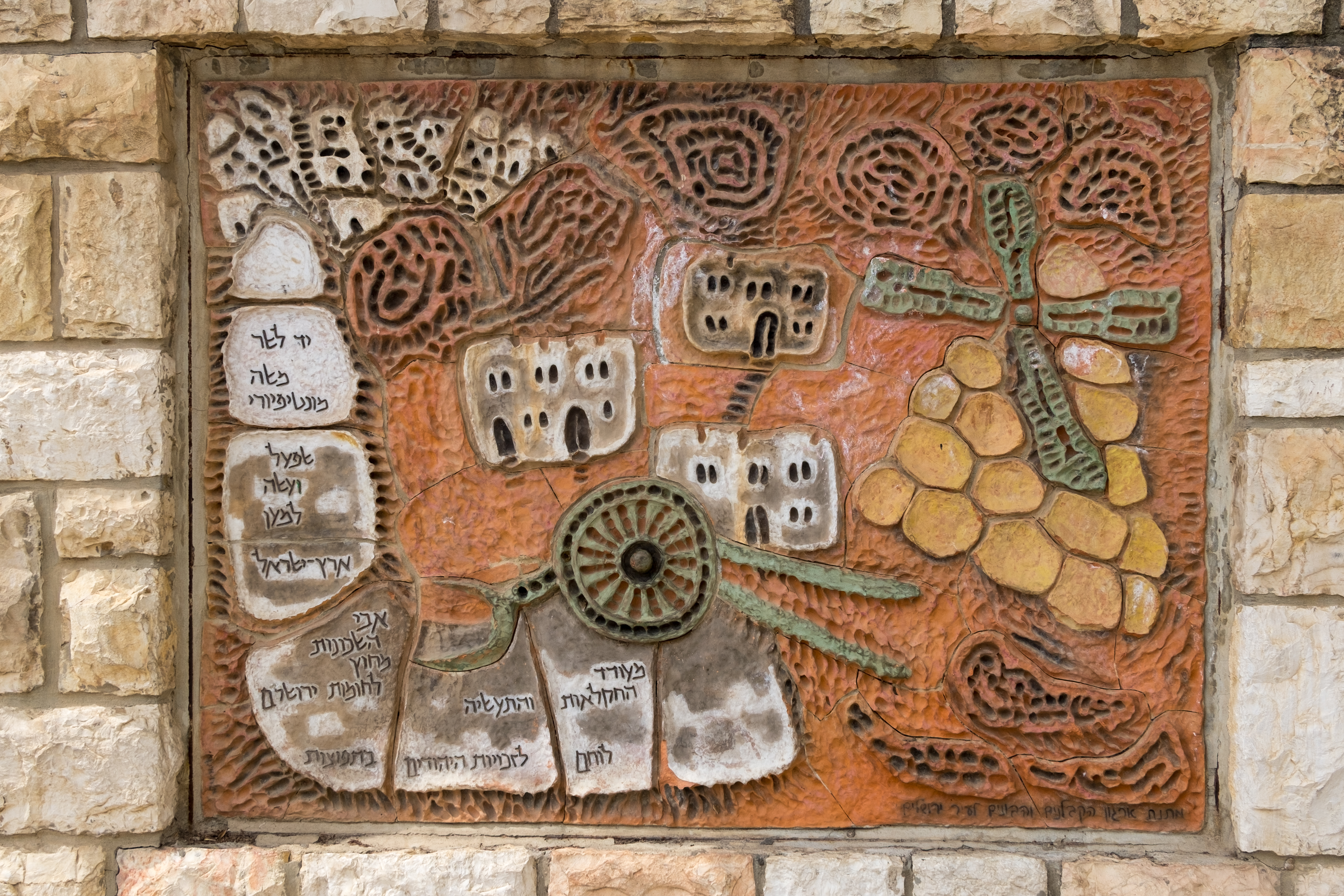
Ha-Tachana
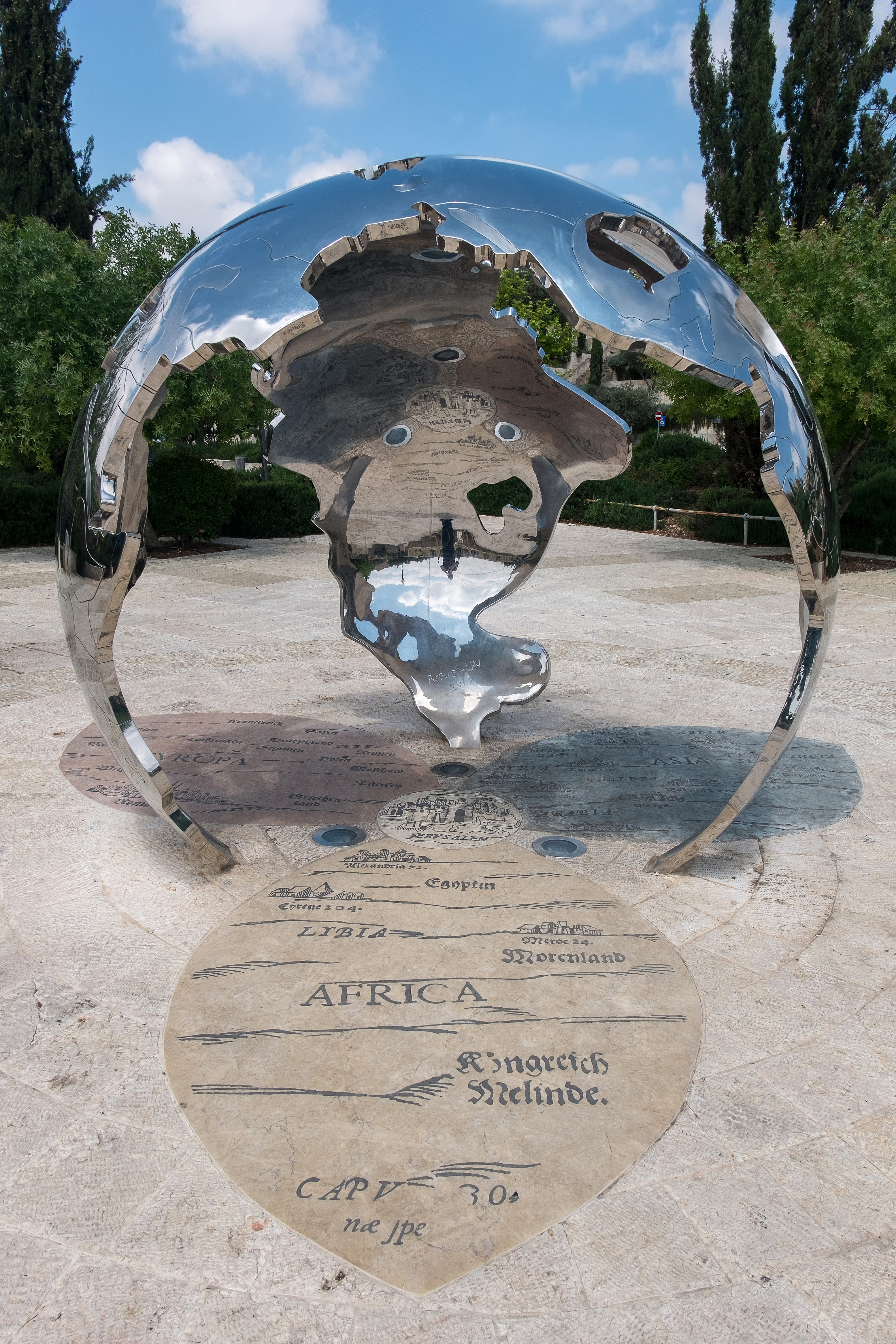
Jerusalem als Zentrum der Welt

## Geschichte

### Osmanische Besatzungszeit
Mischkenot Schaʾananim wurde zunächst von Sir Moses Montefiore im Jahr 1860 als Armenhaus errichtet. Ihm zu Ehren wurde und wird es auch Jemin Mosche genannt. Die finanziellen Mittel dazu stammten von dem jüdischen Amerikaner Judah Touro (1775–1854), für den dafür täglich von den Bewohnern gebetet werden musste. Der Name des Viertels wurde dem Buch der Propheten Jesaja entnommen, in dem es heißt: Mein Volk wird in friedlichen Auen wohnen, in sicheren Wohnstätten und in stolzer Ruhe. (Jes 32,18 ) Es wuchs zum ersten jüdischen Viertel des heutigen Jerusalem, das außerhalb der Mauern der Jerusalemer Altstadt errichtet worden war, weswegen es auch „Neuer Jischuv“ genannt wird.

### Palästinakrieg
Nach dem Krieg um Israels Unabhängigkeit 1948 wurde Mischkenot Schaʾananim aufgrund seiner Nähe zur Waffenstillstandslinie mit Jordanien zum Niemandsland. Nur die ärmsten Bewohner blieben in Slums wohnen.

### Sechstagekrieg
Im Sechstagekrieg wurde die Altstadt von Jerusalem von Israel erobert, womit alle ihr westlich angrenzenden Viertel, so auch Mischkenot Schaʾananim, nicht mehr durch jordanischen Beschuss gefährdet waren. Mischkenot Schaʾananim wurde 1973 restauriert. Neben einem Gästehaus ist nun ein Kongresszentrum und das Jerusalem Music-Center, das durch Pau Casals kurz vor dessen Tod eingeweiht wurde, dazu gekommen.